# Lars Frederiksen and the Bastards (album)
Lars Frederiksen and the Bastards is het debuutalbum van de Amerikaanse punkband Lars Frederiksen and the Bastards. Alle nummers zijn geschreven door Lars Frederiksen en Tim Armstrong, op twee covers na; "To Have and to Have Not" en "Leavin Here", allebei van de singer-songwriter Billy Bragg.

## Nummers
1. "Intro" – 0:13
2. "Dead American" – 2:06
3. "Six Foot Five" – 2:18
4. "To Have and to Have Not" – 2:46
5. "Army of Zombies" – 2:39
6. "Campbell, CA" – 2:17
7. "Wine and Roses" – 3:21
8. "Anti-Social" – 2:06
9. "10 Plagues of Egypt" – 2:30
10. "Leavin Here" – 2:40
11. "Subterranean" – 4:06
12. "Skunx" – 3:06
13. "Vietnam" – 4:07

## Formatie
- Lars Frederiksen - zang, gitaar
- Tim Armstrong - gitaar, achtergrondzang
- Big Jay Bastard - basgitaar
- Skatty Punk Rock - drums